# (23617) Duna
(23617) Duna est un astéroïde de la ceinture principale.

## Description
(23617) Duna est un astéroïde de la ceinture principale. Il fut découvert le 17 avril 1996 à La Silla par Eric Walter Elst. Il présente une orbite caractérisée par un demi-grand axe de 3,20 UA, une excentricité de 0,11 et une inclinaison de 17,3° par rapport à l'écliptique.

## Compléments